# Düwag GT8
Düwag GT8 е модел трамвай, произвеждан през 60-те години на XX век от германската компания „Düwag“(Düseldorf Wagonfabrik)
GT8 е осемосен трамвай с две кабини, позволяващи двупосочно (пенделно) движение.
В Германия мотрисите са се използвали основно за крайградски и междуградски линии.

## Разпространение в България
През 1995 г. в България са доставени 13 броя Duewag GT8 с инвентарни номера 4401 – 4415 (без 4406 и 4414). 6 от тях са бракувани още при доставянето, като практически са използвани за части. Другите 7 се движат по линия 23.
Използвани към 12.06.2022 г. 4401, 4405, 4410, 4411 и 4415. 4413 е музеен.
През 2009 г. на част от тях е монтиран допълнителен втори пантограф, с цел по-добро пенделно обслужване на линия 23.
Всички трамваи Duwag GT8 са част от трамвайно депо „Искър“, обслужващо линии 20, 22 и 23.
От трамвай Duwag GT8 Остават само 2, които обслужват линия 23. Единят е в движение, а  другият остава в депо за резерва

## Разпространение в чужбина
- Дюселдорф
- Познан
- Краков
- Инсбрук
- Лодз
- Билефелд
- Карлсруе
- Минск
- Тимишоара
- Кьолн
- Коня
- Людвигсхафен
- Хелзинки
- Мангейм
- Мулхайм
- Арад
- Ротердам
- Браила
- Фрайбург
- Улм
- Есен
- Бохум
- Вупертал
- Грац
- Линц
- Людвигсхафен
- Мюлхайм
- Озоркув
- Ротердам
- Франкфурт на Майн
- Хирошима
- Шверин
- Есен